# Банниково
Ба́нниково (рос. Банниково) — село у складі Абатського району Тюменської області, Росія.
Населення — 594 особи (2010, 671 у 2002).
Національний склад станом на 2002 рік:
- росіяни — 92 %